# Honesdale
Honesdale är administrativ huvudort i Wayne County i delstaten Pennsylvania. Orten har fått namn efter politikern Philip Hone som var New Yorks borgmästare. Enligt 2010 års folkräkning hade Honesdale 4 480 invånare.